# Cristián Boza
Cristián Boza Díaz  (Santiago, 29 de julio de 1943-21 de enero de 2020) fue un  arquitecto y docente chileno.

## Biografía
Estudió en el Colegio del Verbo Divino e ingresó después a la Pontificia Universidad Católica de Chile, donde se tituló de arquitecto en 1968; más tarde, realizó un posgrado en diseño urbano y planificación en la Universidad de Edimburgo de la capital escocesa. Allí, dice, se fascinó con la arquitectura del británico James Stirling. Durante una entrevista, contestando a la pregunta de cuál había sido su mayor atrevimiento, recordó cómo conoció personalmente a Stirling: «Aproveché que tenía 25 años y que era extranjero tercer mundista para llamarlo por teléfono a Londres, con el fin de comentarle que admiraba su obra y que quería conocerlo. Logré conseguir una entrevista personal con él que se inició una mañana en su oficina y terminó esa tarde, en un almuerzo en su casa tomando brandy hasta las 6 de la tarde».
Comenzó su trabajo profesional en 1969 con la oficina Boza-Lührs-Muzard Arquitectos y 14 años más tarde fundó Cristián Boza & Asociados Arquitectos (1985-2003); en 2012 creó Boza + Boza Arquitectos con su hijo, Cristián Boza Wilson.
Fue asesor urbano de la Municipalidad de La Reina (1969-1970), presidente de la Comisión de Patrimonio del Colegio de Arquitectos de Chile (1989-1991), vicepresidente de la X Bienal de Arquitectura y Urbanismo de Chile(1995), asesor del ministro de Vivienda y Urbanismo Edmundo Hermosilla (1996-1997) y director de la Muestra internacional XIII Bienal de Arquitectura y Urbanismo de Chile (1998-1999).
Se desempeñó como profesor en las universidades Católica, Andrés Bello, del Desarrollo y San Sebastián, de cuya Facultad de Arquitectura fue decano entre 2006 y 2012.
Después de vivir 30 años en una casa de La Reina, se mudó a Las Condes, a un décimo piso de un edificio de Américo Vespucio Norte con vista al Club de Golf Los Leones y tenía una casa, proyectada por él mismo, en Los Vilos, que posee un parque con una colección de esculturas; tenía otra en el lago Caburgua, donde construyó asimismo cuatro casas para Sebastián Piñera, del que es íntimo amigo, y la familia de este. Se casó con Diana Wilson, con quien tuvo cuatro hijos: Max (abogado), Camilo (médico), Cristián (arquitecto) y Antonia (artista visual).
Entre sus obras, él mismo destacó la torre Fundación (1980), en el centro de Santiago, y su casa en Los Vilos (2000). Impulsor del Mapocho navegable, que se plasmó en el parque fluvial Padre Renato Poblete (junto con los arquitectos José Macchi, Adrián Sebastián, y Javier y Marcelo Vila), fue también uno de los autores del proyecto del nuevo Centro de Justicia. Otras obras suyas son el centro comercial Lo Castillo, edificios en Providencia, Vitacura y Las Condes; propuso crear un gran invernadero sobre la Norte Sur, «por donde pasan 100 mil autos diarios y donde se generan cuatro millones de toneladas de CO2 diarios» y en 2014, después del gran incendio de Valparaíso presentó un modelo de solución habitacional para los damnificados.
Escribió una decena de libros, entre ellos, La arquitectura, Balnearios tradicionales de Chile: Su arquitectura, Parques y jardines privados de Chile, Arquitectura, los dibujos previos.
Falleció a los setenta y seis años el 21 de enero de 2020 a consecuencia de una enfermedad hepática, la noticia fue confirmada por la ministra de cultura Consuelo Valdés.

## Controversias
En 2012, cuando era decano de arquitectura de la Universidad San Sebastián, provocó una polémica al decir que sus alumnos no estaban al nivel de su programa de estudios y referirse explícitamente al bajo estrato socioeconómico de estos. El incidente desembocó en su renuncia y, al mismo tiempo, dejó de hacer clases.
Ha sido criticado por el edificio de la citada Universidad ubicada en la calle Pío Nono, que algunos consideran de "proporciones totalmente irrespetuosas con el entorno" y que "rompe el equilibro del barrio".
En abril de 2019, tras la polémica denunciada por los estudiantes de Arquitectura y Urbanismo de la Universidad de Chile respecto a la carga académica al que se encuentran expuestos, generándose un debate a nivel transversal en distintos medios y plataformas, el cual el Arquitecto, intentando aportar, vuelve a salir a la palestra con frases desafortunadas menospreciando el esfuerzo que implica estudiar otras carreras universitarias respecto al sacrificio del estudiante del Arquitectura. "...Es exagerada, si dicen que tienen que estudiar mucho. Si no quieren estudiar mucho, vayan a estudiar Veterinaria. Estudiar Arquitectura no es estudiar Ciencias Políticas". Distintas personalidades y entidades salieron a reprochar lo expresado en el reportaje emitido el 22 de abril por La Tercera, partiendo por el Colegio Médico Veterinario

## Premios y reconocimientos
- 2005 Gran Premio Latinoamericano de Arquitectura (X Bienal de Arquitectura de Buenos Aires)[4]
- 2013 Premio Latinoamericano de Arquitectura de Buenos Aires, Argentina[3]
- 2016 Trofeo Internacional de la Construcción  (Global Trade Leaders Club)[17]
- 2016 European Awards for Best Practices, otorgado por la Sociedad Europea para la Investigación de la Calidad[18]

## Galería de obras

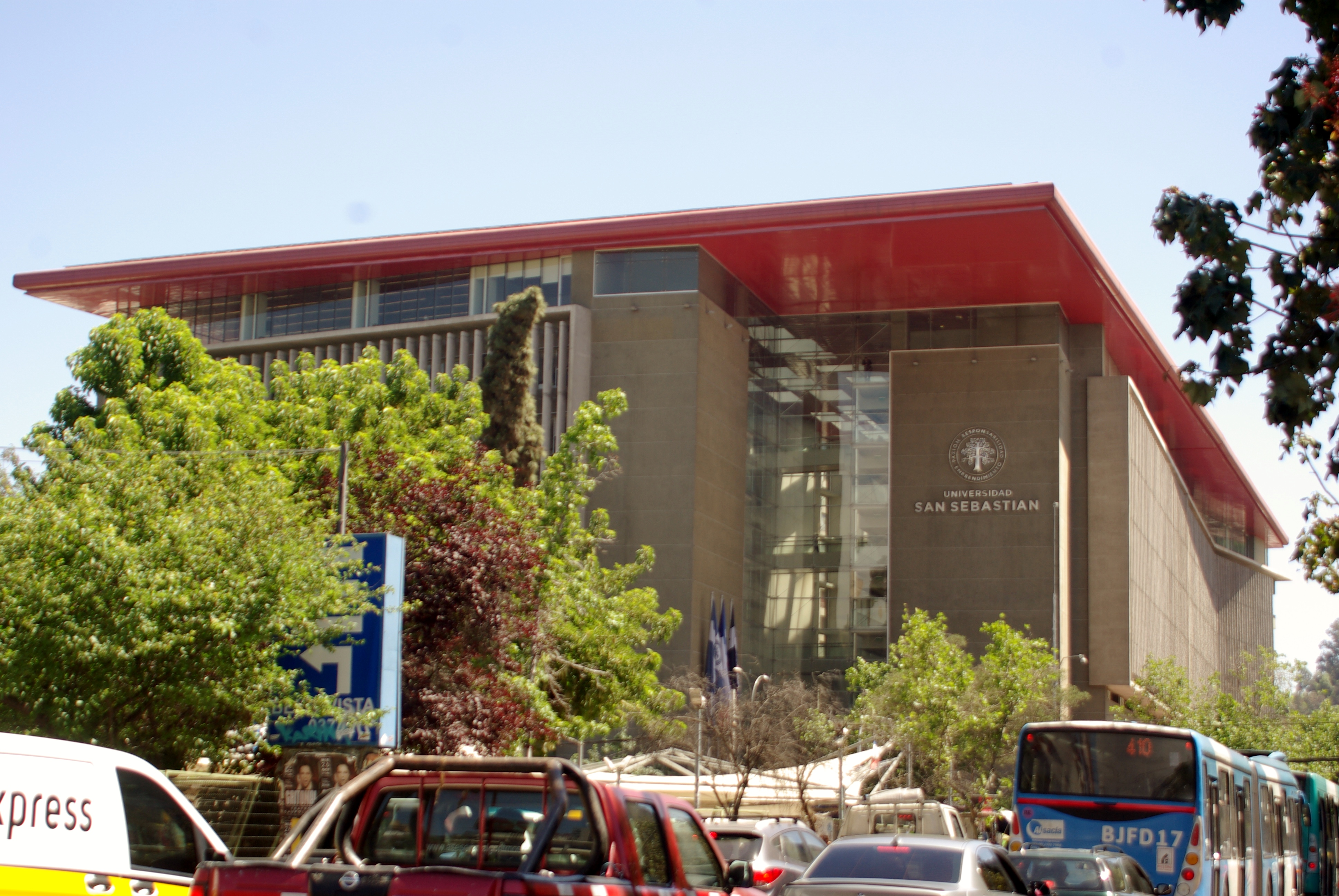
Casa Central de la Universidad San Sebastián, Recoleta
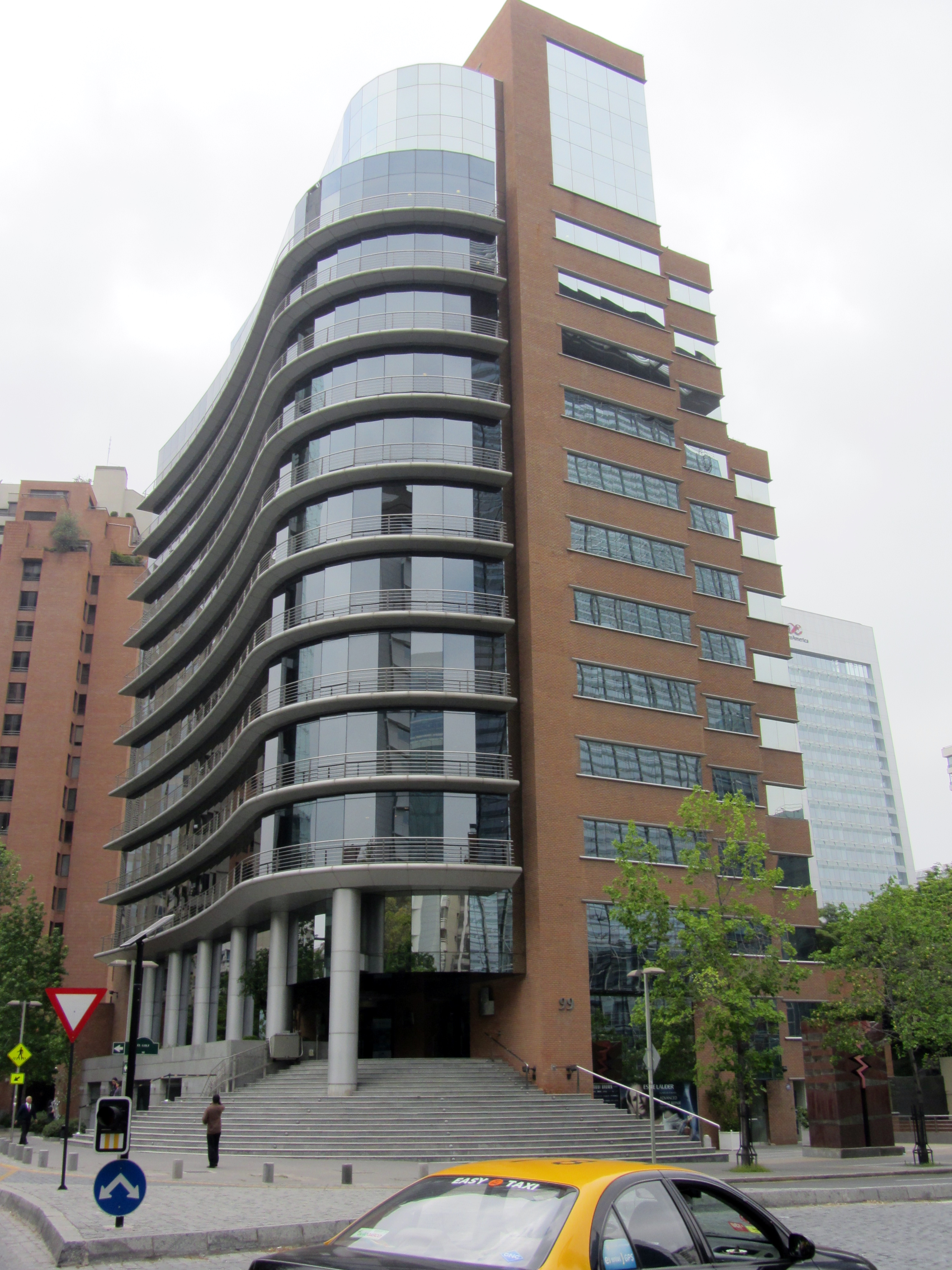
El Golf 99, Las Condes
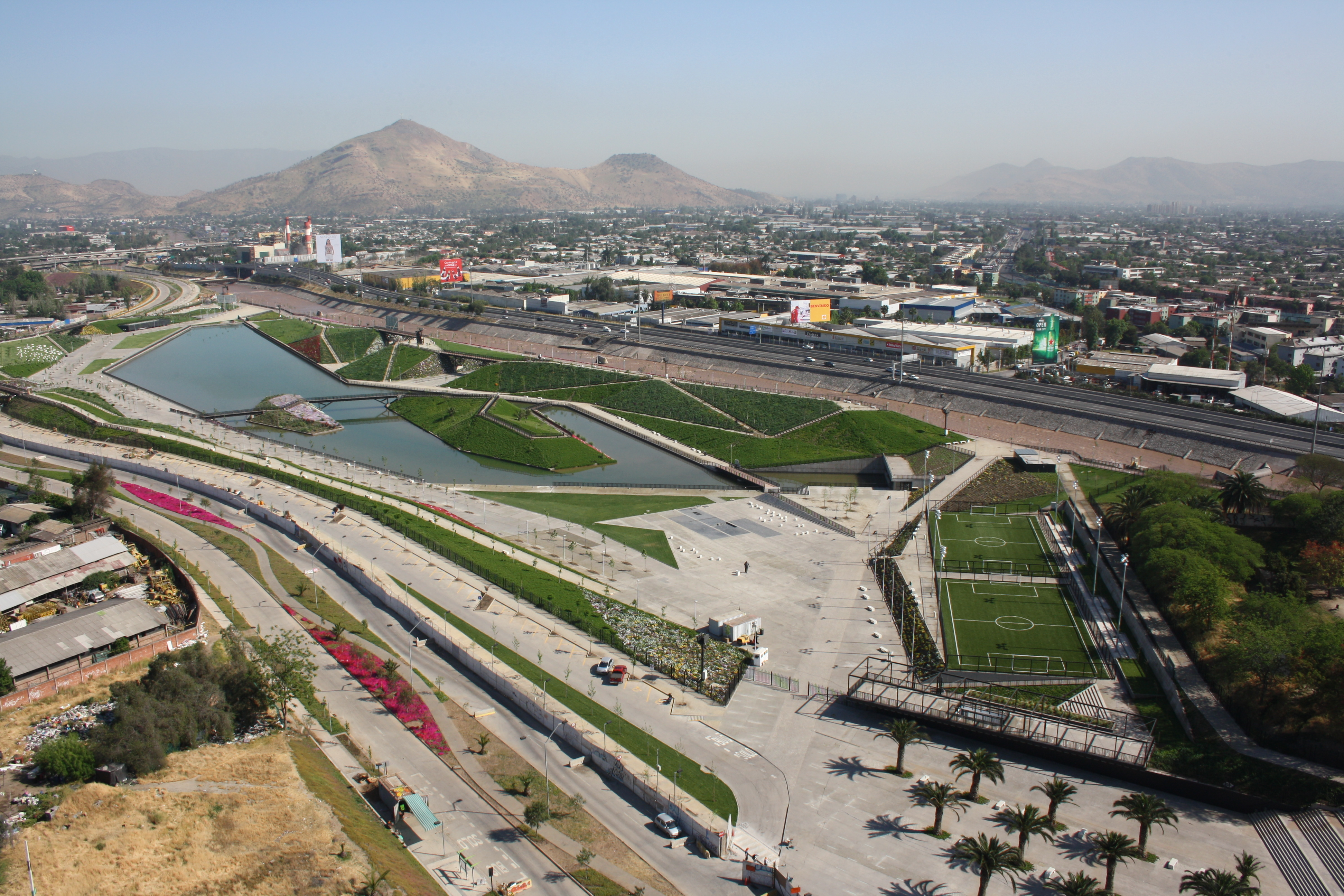
Parque de la Familia, Quinta Normal
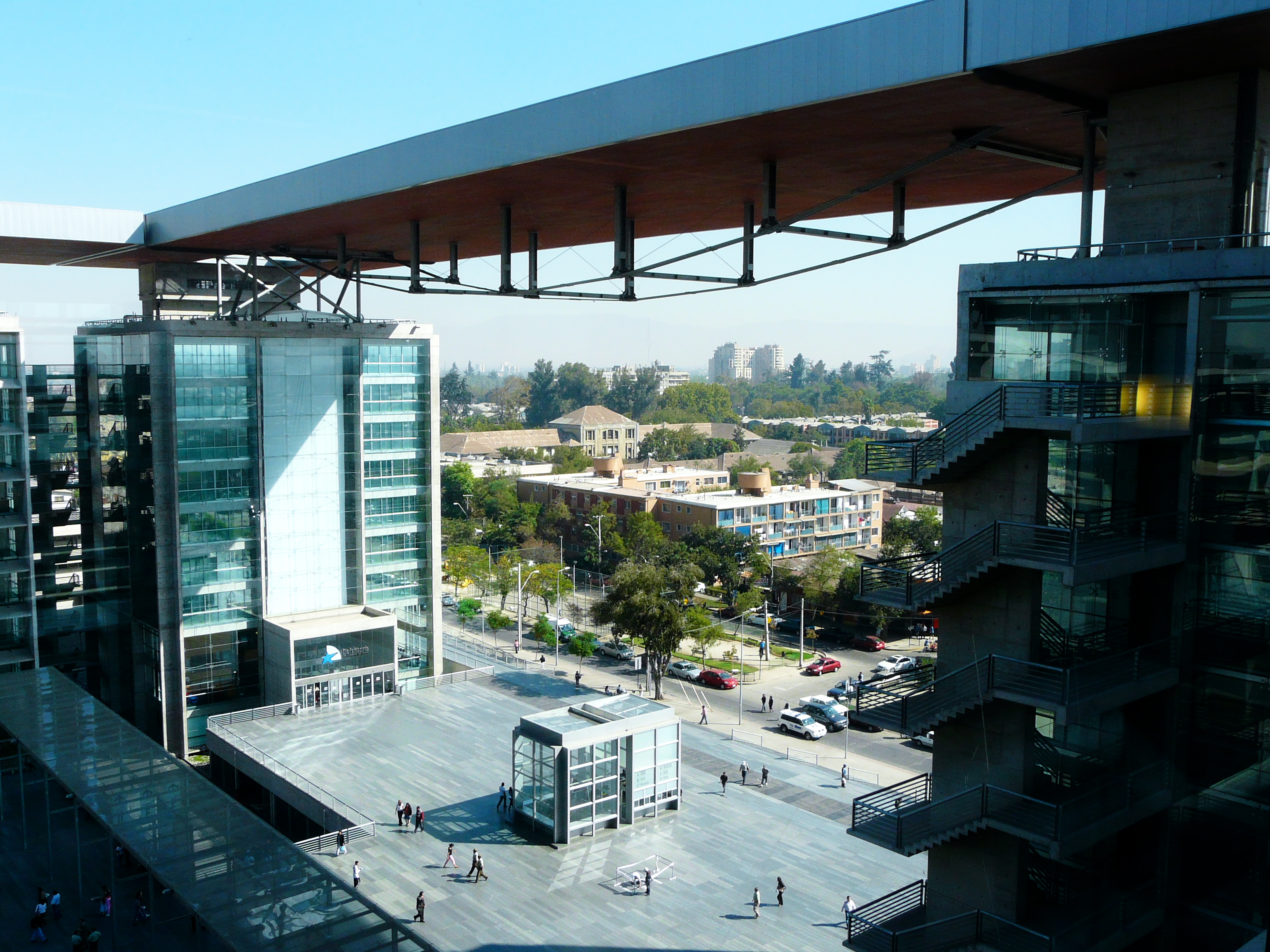
Centro de Justicia de Santiago, Santiago